# Enric de Rafael Verhulst
Enric de Rafael Verhulst (Barcelona, 10 de novembre de 1885 - Madrid, 25 de maig de 1955) fou un religiós i químic català, membre de la Companyia de Jesús i acadèmic de la Reial Acadèmia de Ciències Exactes, Físiques i Naturals.

## Biografia
El 1905 es doctorà en Ciències Exactes per la Universitat de Barcelona amb Premi Extraordinari amb la tesi la solución y discusión del problema de Malfatti y sus análogos. Va treballar com a professor de geometria de la Facultat de Ciències de la Universitat de Barcelona fins que el 30 de novembre de 1908 va ingressar en el noviciat de Gandia de la Companyia de Jesús. Després estudià filosofia i teologia a Tortosa i a Sarrià.
El 1921 fou professor de Càlcul i Física Matemàtica de l'Institut Catòlic d'Arts i Indústries (ICAI), del que va ser Director dels Estudis Electromecànics. Després marxà a l'Índia, on fou professor de matemàtiques i astronomia i Cap de l'Observatori Astronòmic del St. Xaviers's College de Bombai. El 1932 fou destinat a Lieja i el 1937 a Valladolid.
El 1938 fou nomenat cap de la Secció Magnètica de l'Observatori de l'Ebre, del que en serà director. El 1941 fou nomenat acadèmic de la Reial Acadèmia de Ciències Exactes, Físiques i Naturals, en serà secretari de la secció de Físiques i Químiques. També fou vocal del Ple del Consell Superior d'Investigacions Científiques i membre dels Patronats Alfonso X el Sabio i Juan de la Cierva. Membre de la Societé Scientifique de Brussel·les.